# Dungeon Keeper 2
Dungeon Keeper 2 (ang. Strażnik Lochu 2) – komputerowa gra strategiczna wyprodukowana przez Bullfrog Productions i wydana w 1999 roku przez Electronic Arts. Jest to sequel gry Dungeon Keeper. Podobnie jak w poprzedniej części, gracz wciela się w rolę Strażnika Lochu, budując i broniąc lochy przed śmiałkami, którzy naruszają jego spokój, oraz przed innymi strażnikami.
Największą zmianą w stosunku do Dungeon Keeper jest grafika; świat gry stał się w pełni trójwymiarowy. Potwory były poprzednio sprite'ami, a w drugiej części serii stały się modelami trójwymiarowymi. Niektóre pokoje, zaklęcia i potwory zostały zmienione, dodane lub usunięte, tak samo jak wiele mechanizmów rozgrywki.
Jednym z poważniejszych aspektów gry jest tryb My Pet Dungeon, w którym gracze mają praktycznie nieograniczony czas na zbudowanie lochu w spokoju. Śmiałkowie najeżdżają loch tylko wtedy, gdy gracz zdecyduje się na to.

## Główne zmiany
- Serce Lochu przechowuje teraz ograniczoną ilość złota; w Dungeon Keeper (zwłaszcza w rozszerzeniu Deeper Dungeons) jeśli gracz wykorzystał całe złoto przed zbudowaniem Skarbca żadne złoto nie mogło być wydobywane i przechowywane.
- Zaklęcia wymawia się teraz zużywając manę, która automatycznie uzupełnia się z szybkością zależącą od wielkości krainy i ilości krypt many będących w posiadaniu gracza.
- Potwory nie giną już automatycznie, jeśli przegrały bitwę: mogą przez krótką chwilę być uratowane przez Chochliki gracza i zwrócone do legowiska lub pojmane przez Chochliki przeciwnika i wzięte do więzienia.
- Chochliki nie wymagają już treningu do awansowania na kolejny poziom, zdobywają doświadczenie za wykonywanie swoich obowiązków w lochu.
- Sala Treningowa trenuje tylko potwory na pierwsze cztery poziomy; dalsze poziomy mogą być osiągnięte na Arenie (do poziomu 8) lub podczas bitew.
- Pokoje Zamiatacz i Koszary zostały zlikwidowane, a kilka innych zostało dodanych:
  - Kasyno, które może być użyte do zwiększenia morale lub kapitału,
  - Strażnica, gdzie potwory mogą stacjonować w celach obronnych,
  - Arena do trenowania ponad to co oferuje Sala Treningowa.
- Rogaty Rozpruwacz nie jest dłużej typowym potworem: może być za to przywołany za bardzo dużą ilość many. Rogacz wpadnie wtedy w szał niszcząc przez moment wszystko na swojej drodze.
- Wiele potworów zostało usuniętych, a wiele dodanych. Zauważalnie nieobecne są smok i ogary (psy z dwoma głowami), zastąpione przez relatywnie słabsze salamandry.
- Wiele zaklęć zostało stworzonych ponownie i mogą być ulepszone po tym jak wszystkie podstawowe zaklęcia zostały odkryte.